# Case report form
Un case report form (o CRF) è un questionario cartaceo o digitale usato specificatamente nelle ricerche cliniche. Il case report form è uno strumento usato dallo sponsor dello studio clinico per raccogliere i dati da ogni paziente partecipante. Tutti i dati su ciascun paziente che partecipa a una sperimentazione clinica sono conservati e/o documentati nel CRF, inclusi gli eventi avversi.
Prima che i dati vengano inviati allo sponsor, vengono anonimizzati (per non essere riconducibili al paziente) rimuovendo il nome del paziente, il numero di cartella clinica, ecc. e assegnando al paziente un numero di studio univoco. Il Supervisore Institutional Review Board (IRB) sovrintende al rilascio di eventuali dati di identificazione personale allo sponsor.